# Gran Vaupés
La comissaria del Vaupés fou una entitat territorial al sud-est de Colòmbia, que corresponia enterament amb l'actual Departament del Vaupés. Aquesta entitat anà conformant-se al llarg de la història colombiana: primer el 1910 per mitjà del decret 1131 del 15 de desembre d'aquell any, mitjançant el qual es segregà del territori del Caquetá amb el nom de Comissaria Especial i amb un territori semblant al que avui correspon als departaments del Vaupés, Guainía i Guaviare (per la qual cosa se'l va denominar Gran Vaupés), abastant aproximadament  179.833 km², sent una dels més extenses divisions territorials que han existit al país; en aquest llavors tenia com a capital la població de Calamar.
Aquesta entitat fou creada el 1910 per la forta rivalitat entre els caucheros colombians i brasilers per a monopolitzar la mà d'obra per a l'explotació del cautxú, que s'emprava principalment en l'Alt Río Negro i a l'Apaporis. Per a consolidar la sobirania de Colòmbia sobre la regió, el comissari va crear en 1912 quatre corregiments: San José, Calamar del Vaupés, Urania i Helvecia.
Després el decret 18 de 1963 elevà l'entitat al grau de comissaria amb el mateix territori de 1910, si bé aquest mateix any li'n fou segregada la comissaria del Guainía (13 de juliol) i el 23 de desembre de 1977 li'n fou segregada la comissaria del Guaviare, època en què va passar a tenir l'abast territorial de l'actual departament. Finalment en 1991 es va elevar al Vaupés a la categoria de departament.

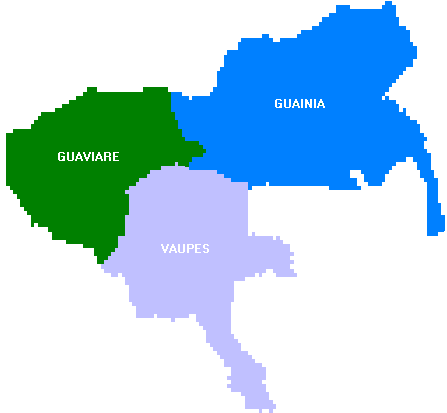
Departaments que van sorgir a partir de la fragmentació del Gran Vaupés.

Conforme el cens de l'any 1964 la comissaria del Vaupés estava conformada per les següents localitats:Mitú (6.206 hab.), Carurú (1.324), Miraflores (1.879), Pacoa (960), San José del Guaviare (1.071) i Yavaraté (1.963).